# Supercoppa delle Fær Øer 2019
La 13ª edizione della Supercoppa delle Fær Øer si è svolta il 3 marzo 2019 al Tórsvøllur di Tórshavn tra l'HB Tórshavn, vincitore della Formuladeildin 2018, e il B36 Tórshavn, vincitore della coppa nazionale.
L'HB Tórshavn si è aggiudicata la vittoria del torneo per la terza volta nella sua storia.

## Tabellino
| Arbitro: | Ellefsen |

|               |           |  |
| Samuelsen 50’ | Marcatori |  |